# Municipio de White Oak (Minnesota)
El municipio de White Oak (en inglés: White Oak Township) es un municipio ubicado en el condado de Hubbard en el estado estadounidense de Minnesota. En el año 2010 tenía una población de 475 habitantes y una densidad poblacional de 5,03 personas por km².

## Geografía
El municipio de White Oak se encuentra ubicado en las coordenadas 46°55′38″N 94°43′43″O / 46.92722, -94.72861. Según la Oficina del Censo de los Estados Unidos, el municipio tiene una superficie total de 94.39 km², de la cual 89,27 km² corresponden a tierra firme y (5,42 %) 5,12 km² es agua.

## Demografía
Según el censo de 2010, había 475 personas residiendo en el municipio de White Oak. La densidad de población era de 5,03 hab./km². De los 475 habitantes, el municipio de White Oak estaba compuesto por el 98,74 % blancos, el 1,05 % eran amerindios, el 0,21 % eran asiáticos. Del total de la población el 0,21 % eran hispanos o latinos de cualquier raza.